# Paraleyrodes perseae
Paraleyrodes perseae là một loài côn trùng cánh nửa trong họ Aleyrodidae, phân họ Aleurodicinae.
Paraleyrodes perseae được Quaintance miêu tả khoa học đầu tiên năm 1900.